# Dirk van Cloon

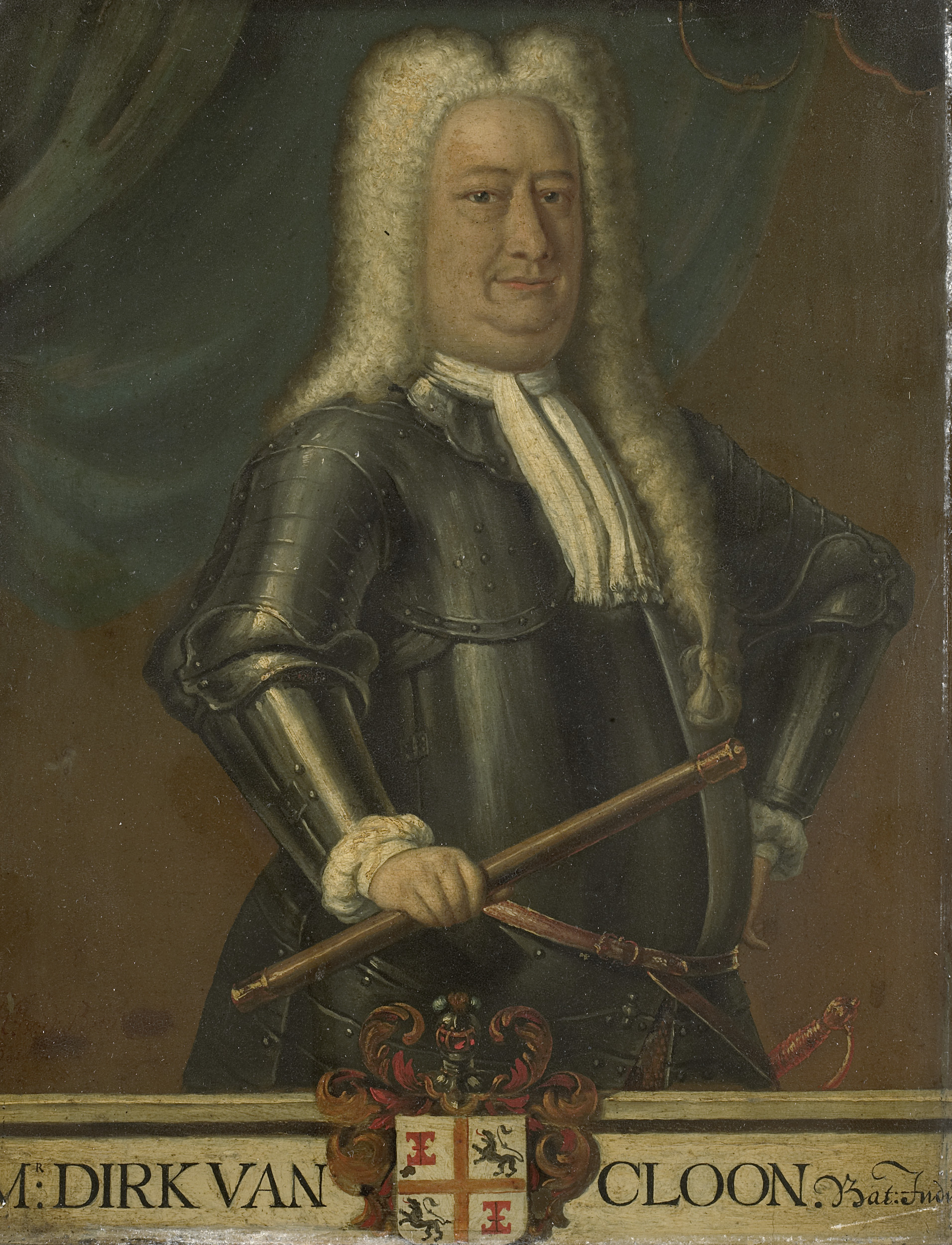
Dirck van Cloon

Dirck van Cloon of Dirk van Cloon, ook wel Theodoor van Cloon genoemd (Batavia, 1684 - aldaar, 10 maart 1735), was een koopman en bestuurder in Nederlands-Indië van Euraziatische afkomst die, na afgestudeerd te zijn in de rechten te Leiden, binnen de VOC carrière maakte in Coromandel (Zuid-India). Van 1732 tot 1735 was Dirck van Cloon gouverneur-generaal van de Vereenigde Oostindische Compagnie (VOC). Tijdens zijn bestuursperiode bracht hij verbetering aan in de wantoestanden die waren ontstaan gedurende het bewind van zijn voorganger Diederik Durven.

## Jeugd
Dirck van Cloon werd in 1684 (volgens sommigen 1688) geboren als zoon van de schepen van Batavia Mr. Philip Jacob van Cloon, oud-burgemeester van Schiedam. Van Cloon behoorde tot een Euraziatische familie: Een van zijn grootouders was van Japanse afkomst. Al in zijn jeugd werd Dirck van Cloon voor zijn opvoeding en studie naar Nederland gestuurd. Hij promoveerde te Leiden tot meester in de rechten op 1 april 1707. Na zijn studie verbleef hij nog geruime tijd in Patria en vertrok uiteindelijk op het schip 'Donkervliet' naar Indië.

## VOC-loopbaan
In Batavia aangekomen werd Van Cloon na enige tijd benoemd tot 'opperhoofd' van Sadraspatnam op de Coromandelkust in Zuidoost-India. Hier kwam hij in aanvaring met de gouverneur van Coromandel, Adriaan de Visscher, over de kwaliteit van de door Van Cloon aangeleverde goederen. De Hoge Regering in Batavia stuurde hem hierop terug naar Nederland, zonder gage. Daar aangekomen wist Dirck van Cloon de Heren XVII, de directie van de VOC, ervan te overtuigen dat niet hij maar De Visscher de schuldige was in deze zaak. In ere hersteld kon Dirck van Cloon op 4 november 1719 als opperkoopman aan boord van het schip ' 't Huys te Assenburgh' van de VOC weer naar Batavia vertrekken.
Van Cloon kwam op 18 juni 1720 in Batavia aan en werd bijna onmiddellijk daarop benoemd tot opperhoofd van Nagapattinam de belangrijkste VOC-vestiging op de zuidoostkust van India. In 1723 volgde zijn bevordering op dezelfde post tot 'gouverneur en directeur van de kust van Coromandel'. In 1724 werd Van Cloon benoemd tot buitengewoon lid van de Raad van Indië, en vanaf 1730 was hij volwaardig lid (raad-ordinair) van de Raad van Indië, het hoogste bestuurlijke orgaan van de VOC in Indië onder de gouverneur-generaal.

## Gouverneur-generaal van Nederlands-Indië
Op (1)9 oktober 1731 benoemden de Heren XVII Dirck van Cloon tot gouverneur-generaal ter vervanging van de wegens wanbeheer ontslagen Diederik Durven. Het nieuws van zijn benoeming kwam op 28 mei 1732 in Batavia aan.

## Ceylon
Tijdens zijn bestuursperiode probeerde Van Cloon verbetering aan te brengen in de bestuurlijke wantoestanden die onder zijn voorganger waren ontstaan: De gouverneur van Ceylon Stephanus Versluys werd naar Batavia teruggeroepen om verantwoording af te leggen over de afpersing van de inlanders en de euraziaten van portugese afkomst op dat eiland. Het proces tegen Versluys' voorganger Petrus Vuyst, die zich aan soortgelijke praktijken had schuldig gemaakt, werd afgesloten met de executie van deze ex-gouverneur van Ceylon. Versluys zelf ontsprong de dans door hulp achter de schermen van corrupte bevriende relaties in de hoogste bestuurlijke kringen van Batavia.

## Zweedse Oost-Indische Compagnie
In het begin van Dirck van Cloons tijd als gouverneur-generaal probeerde de Zweedse Oost-Indische Compagnie met een vloot onder bevel van admiraal Colin Campbell om het Nederlandse handelsmonopolie in de Indonesische archipel te omzeilen. Zeven Nederlandse schepen wisten de Zweden die met onder andere thee uit Guangdong beladen waren in Straat Soenda te onderscheppen. Hoewel Van Cloon na inspectie en verhoor de Zweden en het grootste gedeelte van hun lading vrijgaf, leidde zijn handelwijze in 1733 na terugkomst van Campbell in Göteborg toch tot een reeks van klachten van Zweedse zijde.

## Suikercrisis
De VOC probeerde de overproductie van suiker en de prijsdaling van dat product te bestrijden door de invoering van beperkende maatregelen op het transport van suiker vanuit Indië naar Nederland. Onder Van Cloon werd er als reactie hierop, ter bescherming van de lucratieve suikerindustrie, door de Hoge Regering in Batavia massief suiker ingekocht en binnen Azië verhandeld: een groot deel van de aldus verhandelde suiker kwam via tussenpersonen alsnog op de Nederlandse markt terecht, dit tot groot ongenoegen van de Heren XVII. Verscherpte maatregelen tegen deze sluikhandel leidden uiteindelijk tot de ineenstorting van de suikerhandel in Batavia, met als gevolg dat talloze Chinese plantagearbeiders hun werk verloren en in opstand kwamen. Deze ongeregeldheden kunnen als voorspel worden gezien op de Chinezenmoord van 1740.

## Mataram
De betrekkingen met de naburige inlandse vorsten werden onder Dirck van Cloon verbeterd. De sultan van Mataram de soesoehoenan Pakoeboewonno II ontsloeg zijn patih (eerste minister) Danoereja die als een vijand van de VOC werd beschouwd en ervan werd verdacht banden te onderhouden met de nakomelingen van Soerapati. Deze was op het eind van de 17e eeuw op Oost-Java de voornaamste tegenstander van de Nederlanders geweest. Pakoeboewonno II maakte hierna afspraken met de VOC over achterstallige betalingen en geregelde rijstleveranties, hoewel deze betalingen een grote last voor de inwoners van Mataram betekenden.

## Bantam
De VOC mengde zich ook in de troonopvolging in Bantam en wist te bewerken dat Zain al Arifin, de VOC-kandidaat, de nieuwe sultan werd. Zain al Arifin ging er meteen na zijn troonsbestijging toe over de VOC meer rechten in Bantam toe te staan en hij vergrootte de levering van peper uit de Lampongse landen op de zuidkust van Sumatra. De VOC kreeg van hem een monopoliepositie in de peperhandel in ruil voor de aflossing van een schuld van 600.000 gulden.

## Malaria
Al op 20 december 1733 had Dirck van Cloon een ontslagaanvraag naar Nederland gestuurd in verband met een slopende ziekte. Ten noorden van Batavia had men in het begin van de jaren dertig van de 18e eeuw visvijvers aangelegd om de aanlevering van vis naar de stad te verzekeren. Deze vijvers waren een broedplaats van malariamuggen en ook Dirck van Cloon werd door deze 'pest' zoals de ziekte genoemd werd aangestoken. Uit Nederland was nog geen antwoord op Van Cloons ontslagaanvraag binnengekomen toen hij op 10 maart 1735 op zijn buitenverblijf Molenvliet overleed. Dirck van Cloon was getrouwd met Anthonia Adriana Lengele.